# Stanisław Bohdanowicz (ziemianin)
Stanisław Bohdanowicz de Oroszeny (ur. w 1868 w Oszechlibach, na Bukowinie, zm. 1 stycznia 1938 w Horodence) – ziemianin, działacz gospodarczy.

## Życiorys
Ziemianin, właściciel dóbr i przedsiębiorca w powiecie tłumackim. Od 1900 członek i działacz Galicyjskiego Towarzystwa Gospodarskiego, członek (1900–1901) i przewodniczący oddziału w Tłumaczu (1903–1913), członek Komitetu GTG (18 czerwca 1903 – 24 czerwca 1910). Detaksator oddziału w Tłumaczu Galicyjskiego Towarzystwa Kredytowego Ziemskiego (1902–1905, 1914). Prezes zarządu powiatowego w Tłumaczu (1903–1908) oraz członek Zarządu Głównego Towarzystwa Kółek Rolniczych we Lwowie (1903–1905). Członek rady nadzorczej Związku Przedsiębiorców Gorzelni Rolniczych w Galicji. Członek zarządu Galicyjskiej Spółki zbytu jaj i drobiu „Ovum” we Lwowie (1913). Członek Galicyjskiego Towarzystwa Łowieckiego (1914).
Członek Rady Powiatu w Tłumaczu (1907–1914), wybrany z kurii większej własności ziemskiej, członek (1911–1912) i prezes (1913–14) Wydziału Powiatowego w Tłumaczu (. Członek Powiatowej Rady Szkolnej w Tłumaczu (1913–1914) oraz prezes Powiatowej Kasy Oszczędnościowej w Tłumaczu (1914).

## Rodzina i życie prywatne
Pochodził z ziemiańskiej rodziny ormiańskiej mieszkającej na Bukowinie, która uzyskała nobilitację w 1791 od cesarza Leopolda II. Syn Grzegorza i Rozalii z Zadurowiczów. Miał rodzeństwo: braci Kazimierza (1866–1937) i Tadeusza (1880–1961) oraz siostrę Wandę (1869–1949). Ożenił się z Marią z Zadurewiczów, z którą miał córkę Krystynę (1919-2014).